# Canthonella constans
Canthonella constans là một loài bọ cánh cứng trong họ Bọ hung (Scarabaeidae).